# 小坂国継
小坂 国継（こさか くにつぐ、1943年(昭和18年)12月22日‐ ）は、日本の哲学研究者、日本大学名誉教授。日本宗教学会理事、比較思想学会理事。専攻は宗教哲学、現代日本思想、比較思想。特に西田幾多郎研究。

## 経歴
出生から修学期
1943年、中国河北省張家口で生まれた。早稲田大学文学部哲学科で学び、1966年に卒業。同大学大学院文学研究科に進み、1971年に博士課程を満期退学。
宗教学研究者として
1979年、日本大学国際関係学部専任講師に就いた。1981年より助教授。1983年、同大学経済学部助教授に転じた。1986年に教授昇格。1997年に学位論文『西田哲学の研究』を早稲田大学に提出して文学博士の学位を取得。1999年より日本大学大学院総合社会情報研究科教授。2014年に日本大学を定年退職し、同大学名誉教授となった。

## 受賞・栄典
- 2023年：瑞宝中綬章を受章[3][4]。

## 著作

### 著書
- 『西田哲学の研究：場所の論理の生成と構造』ミネルヴァ書房 1991
- 『西田哲学と宗教』大東出版社 1994
- 『西田幾多郎：その思想と現代』ミネルヴァ書房(Minerva21世紀ライブラリー) 1995
- 『西田幾多郎をめぐる哲学者群像：近代日本哲学と宗教』ミネルヴァ書房(Minerva21世紀ライブラリー) 1997
- 『善人がなぜ苦しむのか：倫理と宗教』勁草書房 1999
- 『西田哲学と現代 歴史・宗教・自然を読み解く』ミネルヴァ書房(Minerva21世紀ライブラリー) 2001
- 『西田幾多郎の思想』講談社学術文庫 2002
- 『環境倫理学ノート：比較思想的考察』ミネルヴァ書房(Minerva21世紀ライブラリー) 2003
- 『西洋の哲学・東洋の思想』講談社 2008
- 『東洋的な生きかた 無為自然の道』ミネルヴァ書房(Minerva21世紀ライブラリー) 2008
- 『倫理と宗教の相剋 善人がなぜ苦しむのか』ミネルヴァ書房(Minerva21世紀ライブラリー) 2009
- 『西田哲学の基層：宗教的自覚の論理』岩波現代文庫 2011
- 『明治哲学の研究：西周と大西祝』岩波書店 2013
- 『近代日本哲学のなかの西田哲学 比較思想的考察』ミネルヴァ書房(Minerva21世紀ライブラリー) 2016
- 『鏡のなかのギリシア哲学』ミネルヴァ書房(Minerva21世紀ライブラリー) 2017
- 『西田幾多郎の哲学 物の真実に行く道』岩波新書 2022
- 『道元の哲学：『正法眼蔵』を読み解く』ミネルヴァ書房 2024

### 共編著
- 『哲学叙説』白石光男共著、北樹出版(現代思想選書) 1980
- 『倫理学概説』岡部英男共編著、ミネルヴァ書房 2005
- 『西田幾多郎全集』(全24巻) 小坂・竹田篤司・クラウス・リーゼンフーバー・藤田正勝編集委員、岩波書店 2009
- 『西田幾多郎研究資料集成』(全9巻) 編集委員、クレス出版 2012
- 『概説 現代の哲学・思想』本郷均共編著、ミネルヴァ書房 2012
- 『近代化と伝統の間：明治期の人間観と世界観』吉田公平・岩井昌悟共編、東洋大学国際哲学研究センター第一ユニット著、教育評論社 2016